# Kurt Jeenel
Kurt Jeenel (ur. 24 lutego 1883 w Katowicach, zm. 5 stycznia 1927 w Cieplicach Śląskich) – niemiecki prawnik i polityk, nadburmistrz Zabrza w latach 1923–1927.

## Życiorys
Był najstarszym synem urzędnika górniczego Adolfa Jeenela i Flory Jeenel, z domu Kluger. Od 1905 pracował jako aplikant sądowy. W latach 1905–1907 odbył służbę wojskową w Regimencie Grenadierów Króla Fryderyka we Wrocławiu, zakończoną w stopniu podporucznika rezerwy. Następnie pracował jako asesor w sądzie rejonowym we Wrocławiu, a w 1911 zdał państwowy egzamin prawniczy II stopnia. W 1914 został wybrany na stanowisko radcy miejskiego w Katowicach, jednak mimo trwającej kadencji został w lutym 1917 powołany do oddziałów policji wojskowej w których służbę zakończył dopiero w 1919. 
1 grudnia 1923 został wprowadzony w urząd nadburmistrza Hindenburga (obecnie Zabrze) stając się pierwszym nadburmistrzem tego miasta w historii po nadaniu mu praw miejskich w 1922. W okresie jego urzędowania do miasta przyłączono Zaborze, Maciejów i Biskupice, a samo Zabrze stało się drugim pod względem ludności miastem Śląska po Wrocławiu.
Zmarł 5 stycznia 1927 w sanatorium w Cieplicach Śląskich w trakcie trwania 12-letniej kadencji nadburmistrza Zabrza, a jego następcą rok później został Hans Lukaschek.